# پویز
پُویز یا پشت ساق (به انگلیسی: calf) بخش پشتی ساق در آناتومی انسان است. ماهیچه‌های درون ساق مطابق با محفظه پسینی لنگ اند. دو بزرگترین ماهیچه‌ها در این محفظه با هم به عنوان ماهیچه پویز شناخته می‌شوند و از طریق تاندون آشیل به پاشنه متصل می‌شوند. چندین ماهیچه‌های کوچکتر دیگر به زانو، قوزک و از طریق تاندون‌های دراز به انگشتان پا (پانگُل) متصل می‌شوند.

## ریشه‌شناسی
واژه پُویز (Poviz) ممکن است در نهایت از *povik، از *pov تغییریافته pâ به‌معنای پا، لِنگ + پسوند -ik (-ایک) آمده باشد. این واژه با لکی poviz و ایلامی و نهاوندی piz همریشه است.
همچنین در انگلیسی واژه calf از انگلیسی میانه calf ,kalf، از نورس باستان kalfi، احتمالا از همان ریشه ژرمانیک همچون انگلیسی calf ("گاو جوان") گرفته شده‌است. همریشه با ایسلندی kálfi ("پشت ساق لنگ"). Calf و calf of the leg به ترتیب در حدود ۱۳۵۰ و ۱۴۲۵ پسامیلاد در انگلیسی میانه ثبت شده که مورد استفاده قرار گرفته‌اند.

## ساختار
پویز از ماهیچه‌های قسمت پسینی لنگ تشکیل شده‌است: گاستروکنمیوس و سولئوس (تشکیل‌دهنده ماهیچه سه‌سر پشت ساق) و تیبیالیس پسینی. عصب سورال عصب‌دهی می‌کند.